# Ferdinand Speelman-Rooman
Ferdinand-Ghislain Speelman, ook Speelman-Rooman, (Gent, 18 oktober 1793 - 21 april 1851) was lid van het Nationaal Congres en Belgisch volksvertegenwoordiger.

## Levensloop
Speelman was een zoon van de industrieel Jean-Charles Speelman (1754-1831), zeep- en zoutzieder, gemeenteraadslid van Gent (1804-1817), en van zijn eerste vrouw Ferdinande Chombart. Ferdinand trouwde met Catherine Rooman en stond aan het hoofd van een belangrijke katoenspinnerij in Gent. 
Hij werd tot plaatsvervangend lid van het Nationaal Congres verkozen. Toen Pierre De Ryckere ontslag nam, moest hij worden opgevolgd door baron della Faille d'Huysse, die echter weigerde. Zo was het op 17 januari 1831 de beurt aan Speelman. In het Nationaal Congres stemde hij als volgt: voor de hertog van Nemours als koning en voor Surlet de Chokier als regent. In juni stemde hij tegen Leopold van Saksen Coburg en tegen het Verdrag der XVIII artikelen.
Hij was ook volksvertegenwoordiger van 1832 tot 1843 (in een andere bron staat dat hij slechts van 1831 tot 1833 parlementslid was) als unionistisch vertegenwoordiger voor het arrondissement Gent. Gedurende zijn jaren in de Kamer liet hij ongeveer geen enkele keer van zich horen, alvast niet in de openbare vergaderingen.